# Enrique Bernoldi
Enrique Bernoldi, né le 19 octobre 1978 à Curitiba (Brésil), est un pilote automobile brésilien. Il a participé au championnat du monde de Formule 1 en 2001 et 2002 et dispute en 2010 le championnat du monde GT1.

## Biographie

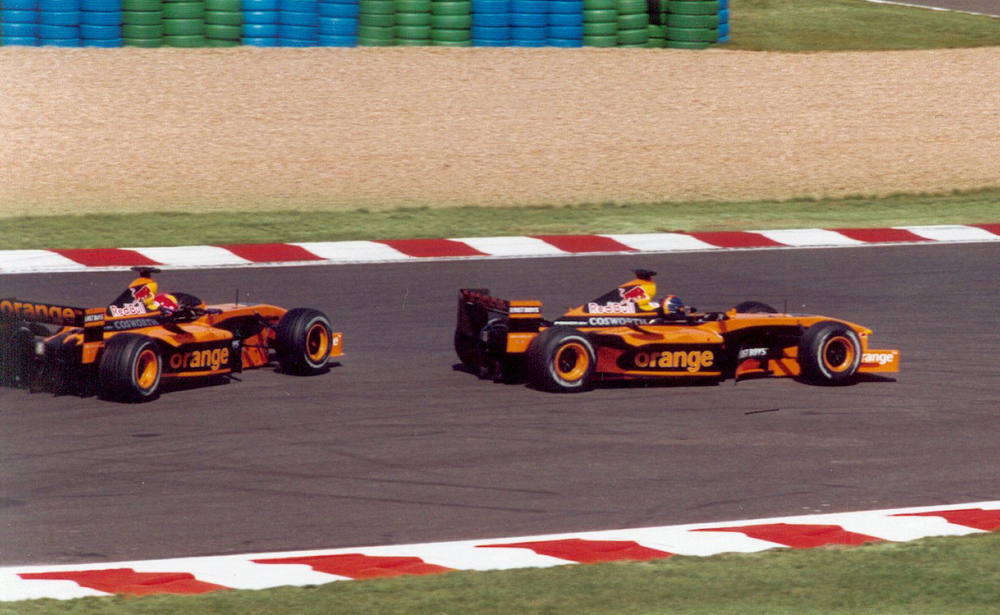
Bernoldi derrière Frentzen sur Arrows au GP de France 2002

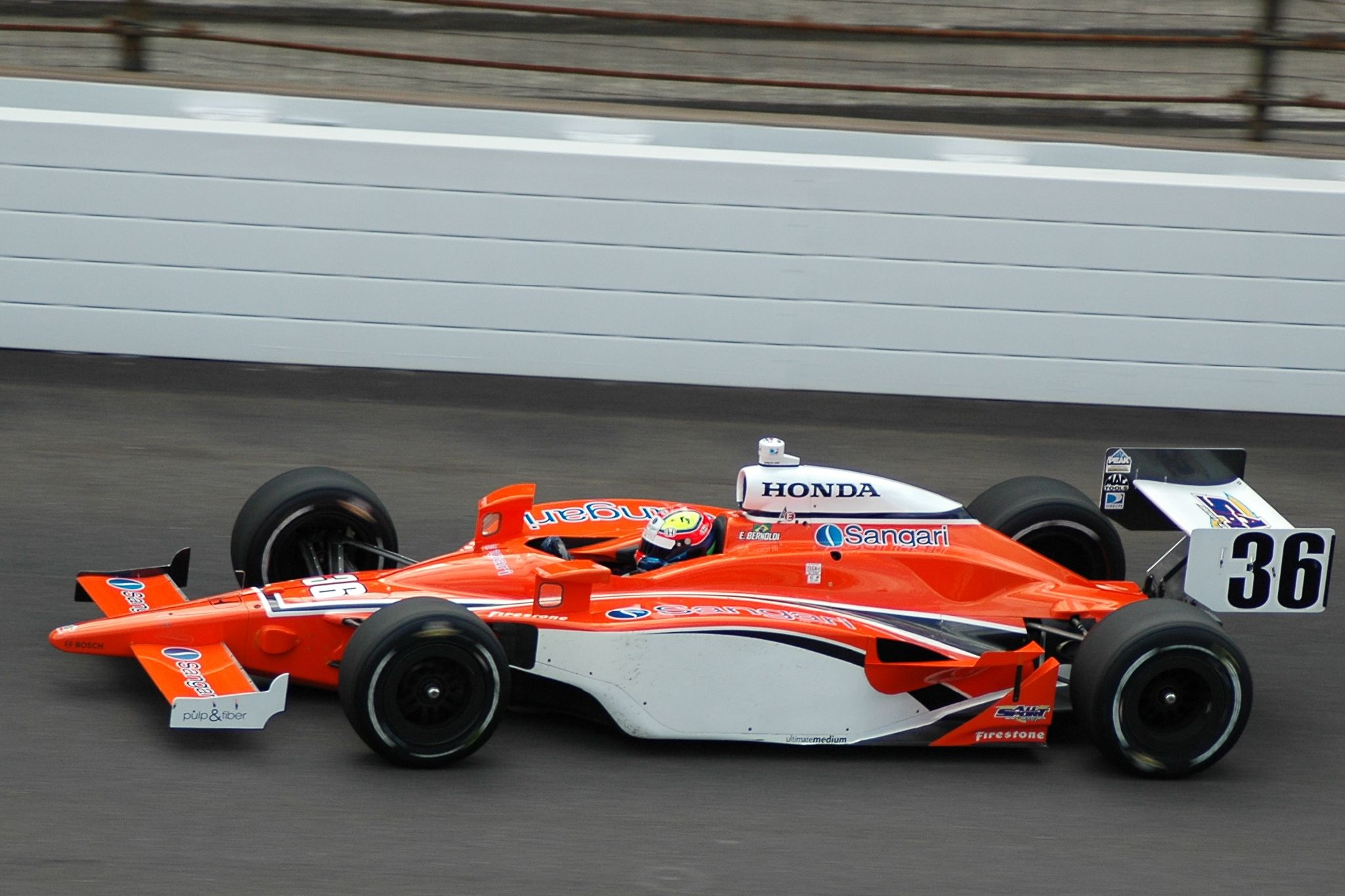
Bernoldi lors des essais des 500 miles d'Indianapolis 2008

Après deux titres de champion du Brésil en karting, Enrique Bernoldi part en Europe à l'âge de 17 ans pour y commencer sa carrière en monoplace. Titré en 1996 dans le championnat d'Europe de Formule Renault, il accède l'année suivante au relevé championnat britannique de Formule 3, où durant deux saisons il remporte plusieurs victoires sans parvenir toutefois à décrocher le titre.
Considéré comme un pilote très prometteur, il gagne le soutien de Red Bull (le sponsor titre de Sauber en F1), qui le place dans son Junior Team en F3000, ainsi que chez Sauber en qualité de pilote essayeur. Malgré deux saisons décevantes du Brésilien en F3000, Red Bull tente de lui obtenir une place de titulaire chez Sauber pour 2001, mais se heurte au refus de Peter Sauber, qui préfère accorder sa confiance au jeune Finlandais Kimi Räikkönen.
Toujours soutenu par Red Bull, Bernoldi trouve finalement refuge chez Arrows, où il effectue en 2001 ses débuts en championnat du monde. Au terme de sa première saison dans la discipline reine, l'impression laissée par le jeune Brésilien est mitigée : performant en qualifications, où il a régulièrement pris l'ascendant sur le réputé Jos Verstappen, il fait preuve en course d'une plus grande inconstance et commet beaucoup d'erreurs. Paradoxalement, c'est sa course la plus « solide » de l'année qui lui vaut le plus de critiques : à Monaco, sur un circuit où les dépassements sont plus que hasardeux, il a tenu en respect pendant 35 tours la McLaren-Mercedes de David Coulthard, nettement plus rapide que lui. Un comportement anti-sportif pour les uns (Coulthard était nettement plus rapide et ne devait qu'à un incident de course de se retrouver en queue de peloton), parfaitement légitime pour les autres (rien n'obligeait Bernoldi, dans le même tour que l'Écossais, à céder sa place). En 2002, toujours chez Arrows, Bernoldi ne confirme pas les quelques promesses entrevues l'année précédente puisqu'il se fait largement dominer par son nouvel équipier, Heinz-Harald Frentzen. Sa saison se termine même prématurément à la suite de la faillite d'Arrows en cours d'année.
En 2003 et 2004, il tente de relancer sa carrière en World Series by Nissan, une discipline dans laquelle il décroche quatre succès en deux ans.  Fin 2004, aidé par son manager Didier Coton, il effectue son retour en Formule 1 en étant recruté par l'écurie BAR-Honda comme deuxième pilote essayeur, un poste qu'il conservera jusque fin 2005.
Il retourne au Brésil en 2007 pour participer au populaire championnat national de stock-car. En 2008, il devait participer au Champ Car au sein de l'écurie Rocketsports, mais la disparition du championnat quelques semaines seulement après sa signature et le refus annoncé de Rocketsports de s'engager en IndyCar Series a remis en cause cet engagement. Il est finalement engagé par l'équipe Conquest Racing. Ses débuts dans la discipline sont particulièrement prometteurs puisqu'il se classe cinquième à St-Petersburg, puis quatrième à Long Beach, deux circuits urbains. La suite est nettement moins brillante et il n'obtiendra jamais mieux qu'une quinzième place, tandis que ses relations avec son employeur n'auront de cesse de se dégrader. Blessé à la main, il ne termine pas la saison, remplacé par Alex Tagliani pour les deux dernières manches du championnat.
Après avoir disputé en 2009 la Superleague Formula dans laquelle il défendait les couleurs du club brésilien de Flamengo, il a rejoint en 2010 le championnat du monde GT1.

## Résultats en championnat du monde de Formule 1
| Saison | Écurie                 | Châssis | Moteur       | Pneus       | GP disputés | Points inscrits | Classement |
| ------ | ---------------------- | ------- | ------------ | ----------- | ----------- | --------------- | ---------- |
| 2001   | Orange Arrows Asiatech | A22     | Asiatech V10 | Bridgestone | 17          | 0               | 21e        |
| 2002   | Orange Arrows          | A23     | Cosworth V10 | Bridgestone | 11          | 0               | 22e        |

## Résultats aux500 milesd'Indianapolis
| Année | Voiture       | Équipe          | Qualification | Résultat |
| ----- | ------------- | --------------- | ------------- | -------- |
| 2008  | Dallara-Honda | Conquest Racing | 29e           | 15e      |